# Alto Lozoya
Alto Lozoya este o arie protejată (arie de protecție specială avifaunistică — SPA) din Spania întinsă pe o suprafață de 7.853,8 ha, integral pe uscat.

## Localizare
Centrul sitului Alto Lozoya este situat la coordonatele 40°52′30″N 3°54′16″W / 40.875°N 3.9044°V.

## Înființare
Situl Alto Lozoya a fost declarat arie de protecție specială avifaunistică în ianuarie 1990 pentru a proteja 48 de specii de animale.

## Biodiversitate
Situată în ecoregiunea mediteraneană, aria protejată nu include niciun habitat protejat.
La baza desemnării sitului se află mai multe specii protejate:
- păsări (38): vulturul negru (Aegypius monachus), pescăruș albastru (Alcedo atthis), fâsă-de-câmp (Anthus campestris), fâsă de pădure (Anthus spinoletta), Aquila adalberti, acvilă de munte (Aquila chrysaetos), stârc cenușiu (Ardea cinerea), caprimulg (Caprimulgus europaeus), barză albă (Ciconia ciconia), șerpar (Circaetus gallicus), porumbel de scorbură (Columba oenas), prepeliță (Coturnix coturnix), presură de grădină (Emberiza hortulana), șoim călător (Falco peregrinus), șoimul rândunelelor (Falco subbuteo), Galerida theklae, vulturul pleșuv sur (Gyps fulvus), acvilă pitică (Hieraaetus pennatus), capîntortură (Jynx torquilla), ciocârlie de pădure (Lullula arborea), gușă albastră (Luscinia svecica), prigoare (Merops apiaster), gaia neagră (Milvus migrans), gaia roșie (Milvus milvus), mierlă de piatră (Monticola saxatilis), codobatura galbenă (Motacilla flava), Oenanthe leucura, pietrar sur (Oenanthe oenanthe), viespar (Pernis apivorus), codroșul de pădure (Phoenicurus phoenicurus), Pyrrhocorax pyrrhocorax, mărăcinar (Saxicola rubetra), mărăcinar negru (Saxicola torquatus), sitar de pădure (Scolopax rusticola), silvie de tufiș (Sylvia undata), mierlă gulerată (Turdus torquatus), pupăză (Upupa epops), nagâț (Vanellus vanellus)
- amfibieni (1): Discoglossus galganoi
- mamifere (1): liliac cârn (Barbastella barbastellus)
- nevertebrate (3): molia lunii spaniolă (Actias isabellae), fluturele auriu (Euphydryas aurinia), rădașcă (Lucanus cervus)
- pești (1): Achondrostoma arcasii
- reptile (4): țestoasa de baltă (Emys orbicularis), Iberolacerta monticola, Lacerta schreiberi, Mauremys leprosa

Pe lângă speciile protejate, pe teritoriul sitului au mai fost identificate 32 de specii de plante, 33 de specii de păsări, 5 specii de amfibieni, 5 specii de mamifere, 3 specii de nevertebrate, 2 specii de reptile.